# 학문예술론
학문예술론 ( A Discourse on the Moral Effects of the Arts and Sciences ) 은 장자크 루소가 1750년에 쓴 최초의 수필형식의 논문이다.  그는 이 논문을 통해 그의 전일생을 통해 주장했던 대표적인 내용을 소개하였다.  즉, '학문과 예술이 인류의 도덕성을 타락시킨다'는 결론이다.  그는 자연과 사회라는 대립구조를 통해 사회가 문명화가 되면 인류가 파괴되어 지식인들의 삶이 위험해 진다고 경고하였다.  그는 문명이 역사에서 밝혀진 예를 들어 불평등과 향락과 정치적인 삶을 야기시키고 이런 것은 해롭다는 주장을 펼쳤다.  그의 주장은 다양한 비평을 받았고 루소 자신도 그의 글을 평가하면서 모호한 반응을 내놓았다. 
1. ↑  “루소의 (1750년), 최초의 문명 비판서”. 2023년 2월 2일에 확인함.